# 周邊暗角
暗角是指在摄影领域，由于镜头光学成像面积与机身画幅不匹配（镜头成像面积小于机身画幅），在画面中四角形成的较暗的区域。当镜头成像面积小于机身画幅程度较大时，暗角会变成黑色的圆框。